# Thankful (альбом Натали Коул)
Thankful — третий студийный альбом американской певицы Натали Коул, выпущенный 16 ноября 1977 года на лейбле Capitol Records. Сингл из этого альбома «Our Love» достиг 10-го места в американском чарте  Billboard Hot 100, а спустя год, в 1978 году занял высшую позицию в R&B charts.

## Список композиций
Слова и музыка всех песен — написаны Чаком Джексоном и Марвином Йенси, за исключением отмеченных.
| №  | Название                                | Длительность |
| -- | --------------------------------------- | ------------ |
| 1. | «Lovers»                                | 3:47         |
| 2. | «Our Love»                              | 5:22         |
| 3. | «La Costa» (Натали Коул, Линда Уильямс) | 3:50         |
| 4. | «Nothing Stronger Than Love»            | 4:54         |

| №  | Название                 | Длительность |
| -- | ------------------------ | ------------ |
| 5. | «Be Thankful»            | 3:49         |
| 6. | «Just Can’t Stay Away»   | 5:23         |
| 7. | «Annie Mae» (Коул)       | 4:00         |
| 8. | «Keeping a Light» (Коул) | 4:06         |

## Участники записи
- Натали Коул — вокал
- Крисс Джонсон, Ли Ритенаур, Рей Паркер младший — гитара
- Ларри Болл — бас
- Линда Уильямс — фортепиано, Fender Rhodes
- Сонни Берк[англ.] — орган
- Марвин Йенси[англ.] — фортепиано, орган, клавинет
- Майкл Боддикер[англ.] — синтезатор
- Доннел Хаган, Джеймс Гадсон[англ.], Пол Хамфри[англ.], Тедди Спаркс — ударные
- Алан Эстес — перкуссия
- Джин Бардж[англ.] — альт-саксофонное соло в треке «Just Can’t Stay Away»

## Кавер-версии некоторых песен
- R&B-группа En Vogue записала кавер на песню «Just Can’t Stay Away» для своего альбома 1990 года Born to Sing[англ.].
- Певица Мэри Джейн Блайдж записала свою кавер-версию на песню «Our Love» для своего альбома 1997 года Share My World[англ.].

## Позиции в хит-парадах
| Хит-парад (1977—1978)                  | Высшая позиция |
| -------------------------------------- | -------------- |
| США (Billboard 200)                    | 16             |
| США (Billboard Top R&B/Hip-Hop Albums) | 5              |

| Год  | Сингл       | Высшая позиция в чарте | Высшая позиция в чарте | Высшая позиция в чарте |
| Год  | Сингл       | US                     | US R&B                 | US A/C                 |
| ---- | ----------- | ---------------------- | ---------------------- | ---------------------- |
| 1977 | «Our Love»  | 10                     | 1                      | 33                     |
| 1978 | «Annie Mae» | —                      | 6                      | —                      |

| Регион                                                      | Сертификация | Продажи    |
| ----------------------------------------------------------- | ------------ | ---------- |
| США (RIAA)                                                  | Платиновый   | 1 000 000^ |
| ^ Данные о тиражах приведены только на основе сертификации. |              |            |